# Distretto di Bandarban
Il distretto di Bandarban è un distretto del Bangladesh situato nella divisione di Chittagong. Si estende su una superficie di 4479,01 km² e conta una popolazione di 388.335 abitanti (censimento 2011).

## Suddivisioni amministrative
Il distretto si suddivide nei seguenti sottodistretti (upazila):
- Alikadam
- Bandarban Sadar
- Lama
- Naikhongchhari
- Rowangchhari
- Ruma
- Thanchi

## Società

### Religione
Nel 2011 la religione prevalente tra gli abitanti del distretto era l'Islam (50,75% della popolazione), seguita dal buddhismo (31,69%), dal cristianesimo (10,13%) e dall'induismo (3,38%); il 4,05% della popolazione professa altri culti. Nel distretto sorgono inoltre 2 070 moschee, 900 edifici religiosi buddhisti (ripartiti in 256 templi e 644 pagode), 94 templi induisti e due chiese. Nella località di Balaghata, in particolare, sorge il Buddha Dhatu Jadi, che assieme alla cascata Shoilo Propat è una delle principali attrazioni turistiche della zona; esso è un tempio Theravada, realizzato con uno stile architettonico e decorativo tipico del Sud-Est Asiatico e ospita la seconda statua di Buddha più grande del Bangladesh.